# Muchovo muzeum
Muchovo Muzeum v Praze v Kounickém paláci je jedno ze dvou pražských muzejních expozicí zaměřených na život a tvorbu českého výtvarníka Alfonse Muchy (1860–1939). Expozice se nachází v prostorách barokního Kounického paláce na adrese Panská 7, Praha 1-Nové Město. 
Expozici provozuje společnost Muchovo Muzeum s.r.o., kterou vlastní podnikatel v oblasti realit Sebastian Pawlowski. Firma není správcem žádné sbírky muzejní povahy.

## Expozice
V muzeu se nachází výběr Muchových olejomaleb, kreseb, pastelů, soch, fotografií a některé jeho osobní předměty. Celkem se jedná asi o padesát uměleckých předmětů.
Muzeum se soustřeďuje hlavně na Muchovo pařížské období (1887–1904). Nachází se zde ucelený soubor plakátů včetně slavných děl zpodobňujících Sarah Bernhardtové. V muzeu je k vidění také náznak Muchova ateliéru a půlhodinový dokument o malířově životě. 
Součástí expozice není umělcova Slovanská epopej.